# Cheilosia loewi
Cheilosia loewi es una especie de sírfido. Se distribuyen por Europa.